# Dew-Scented
Dew-Scented – niemiecka grupa wykonująca muzykę z pogranicza thrash i death metalu. Powstała w 1992 roku w Brunszwiku.

## Dyskografia
Albumy studyjne
- Immortelle (1996, Steamhammer Records, SPV GmbH)
- Innoscent (1998, Grind Syndicate Media)
- Ill-Natured (1999, Grind Syndicate Media)
- Inwards (2002, Nuclear Blast)[4]
- Impact (2003, Nuclear Blast)[5]
- Issue VI (2005, Nuclear Blast)[6]
- Incinerate (2007, Nuclear Blast)[7]
- Invocation (2010, Metal Blade Records, Prosthetic)[8]

Inne
- Symbolization (1993, wydanie własne, demo)
- Ill-Natured & Innoscent (2003, Nuclear Blast, kompilacja)
- Imperial Anthems No. 2 (2010, Cyclone Empire, split z Warbringer)

## Teledyski
- "Turn To Ash" (2005, reżyseria: Philipp Hirsch & Heiko Tippelt)[9]
- "That’s Why I Despise You" (2007, reżyseria: Patric Ullaeus)[10]